# Kymmenedalen
Kymmenedalen (finska: Kymenlaakso) är ett landskap i forna Södra Finlands län i Finland. Landskapet har uppstått längs Kymmene älv, som i söder mynnar ut i Finska viken vid landskapets näst största stad, Kotka. Kymmenedalen består av sex kommuner och bildades av en del av Kymmene län.
Folkmängden i Kymmenedalen uppgick den 31 december 2012 till 181 421  invånare, landskapets totala areal utgjordes den 1 januari 2012 av 7 455,52 kvadratkilometer, och därav utgjordes landytan av 5 147,78 km² . Vid årsskiftet 2012/2013 var befolkningstätheten i Kymmenedalen 35,24 invånare per kvadratkilometer.

## Landskapsfullmäktiges ordförande
Jyrki Hyttinen (Saml) är sittande (2013-2016)  fullmäktigeordförande i landskapet Kymmenedalen.

## Kommuner

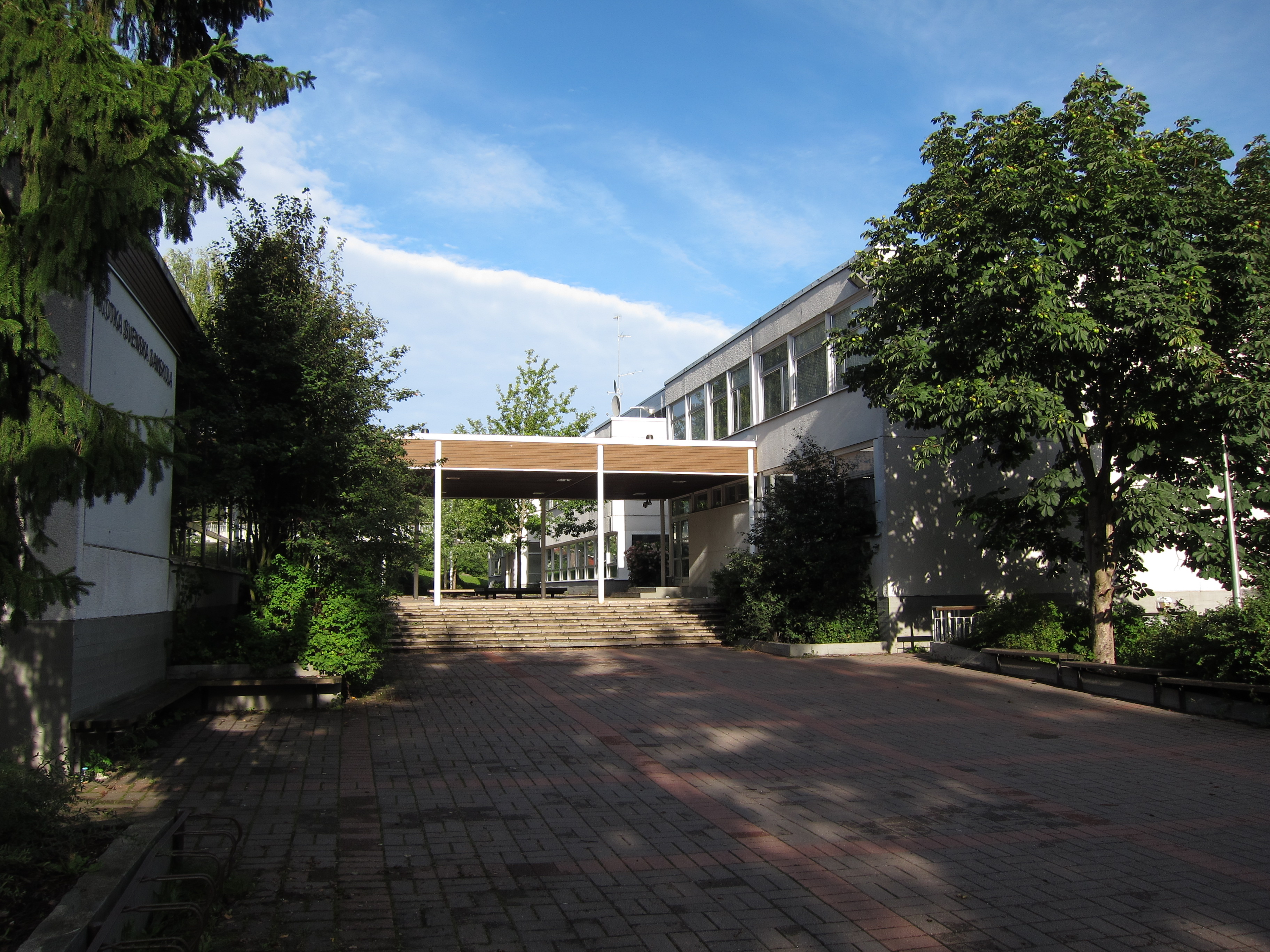
Bild på Kotka Svenska Samskola

Landskapet Kymmenedalen omfattar sex kommuner, varav tre är städer. Städerna är markerade med fet stil:
- Fredrikshamn (fi: Hamina)
- Kotka
- Kouvola
- Miehikkälä
- Pyttis (fi: Pyhtää)
- Vederlax (fi: Virolahti)

I språkligt avseende är Pyttis kommun den enda tvåspråkiga kommunen inom landskapet, resten är enspråkigt finska. Här kan vidare nämnas att inom både Kouvola stad och Kotka stad (Kotka Svenska Samskola) finns det skolor som ger undervisning åt svenskspråkiga skolbarn.
Itis kommun ingick tidigare i Kymmenedalen, men överfördes 2021 till Päijänne-Tavastland.

## Välfärdsområde
Hela landskapet tillhör Kymmenedalens välfärdsområde som ansvarar för social- och hälsovård samt räddningstjänst.

## Ekonomiska regioner
Landskapet Kymmenedalen omfattar följande två ekonomiska regioner: 
- Kotka-Fredrikshamns ekonomiska region (nr 082)
- Kouvola ekonomiska region (nr 081)